# Wostok 2
Wostok 2 (russisch восток, Osten) war ein bemannter Weltraumflug des sowjetischen „Wostok“-Programms. Der Kosmonaut German Stepanowitsch Titow umkreiste die Erde über 25 Stunden lang. Es war der zweite und bis dahin auch der längste Raumflug. Titow hielt bis 2021 den Rekord als der jüngste Raumflieger im Weltall und noch immer den als jüngster Mensch im Erdorbit.

## Besatzung
- German Stepanowitsch Titow, (1. Flug)

### Ersatzmannschaft
- Andrijan Grigorjewitsch Nikolajew

### Unterstützungsmannschaft
- Grigori Grigorjewitsch Neljubow

## Vorbereitung
Nach dem erfolgreichen Flug von Juri Gagarin sollte der zweite Wostok-Flug über eine längere Dauer erfolgen. Strittig dabei war, ob man nur drei oder gleich 18 Erdumkreisungen planen sollte. Schließlich setzte sich Sergej Koroljow, der Chefkonstrukteur des sowjetischen Raketenprogramms, durch, und der längere Flug wurde geplant.
Als Pilot wurde German Titow nominiert, der bei Wostok 1 Ersatzmann für Juri Gagarin war. Ersatzpilot für Titow wurde Andrijan Nikolajew, der sich somit Hoffnungen für den nächsten Wostok-Flug machen konnte.

## Flugverlauf
Wostok 2 startete am 6. August 1961 um 6:00 Uhr Weltzeit vom Raketenstartplatz Baikonur und erreichte nach wenigen Minuten die Erdumlaufbahn.
Dieser neue Weltraumflug wurde knapp zwei Stunden nach dem Start von Radio Moskau bekanntgegeben, wobei auch die Funkfrequenzen mitgeteilt wurden. Schon kurz nach dem Start hatte Titow per Funk mit dem Regierungschef Nikita Chruschtschow gesprochen. Als Titow Nordamerika überquerte, sandte er eine Grußbotschaft an das amerikanische Volk.
Im Gegensatz zu Juri Gagarin bei Wostok 1 übernahm Titow die Steuerung des Raumschiffs zeitweise selbst. Durch das Bullauge des Raumschiffs nahm er etwa 10 Minuten Film auf. Nach einigen Stunden machten sich Symptome der bis dahin unbekannten Weltraumkrankheit bemerkbar: Es war Titow schwindelig, und er musste sich übergeben. Dennoch gelang es ihm, mehrere Stunden zu schlafen.
Wie bei Wostok 1 verlief der Wiedereintritt nicht völlig problemlos, weil sich das Orbitalmodul nicht vollständig von der Rückkehrkapsel trennte. Erst nachdem einige Verbindungen verglüht waren, befand sich Wostok 2 in einer stabilen Lage. Titow katapultierte sich mit dem Schleudersitz aus der Rückkehrkapsel und landete am Fallschirm bei Krasny Kut in der Oblast Saratow.

## Bedeutung
Der Flug von Wostok 2 bewies zwar, dass der Mensch mehrere Stunden in der Schwerelosigkeit überleben konnte, jedoch war Titows Raumkrankheit ein unerklärliches Hindernis für weitere Raumflüge.
Der Abstand in der bemannten Raumfahrt vor den USA wurde weiter ausgebaut. Den Amerikanern gelang wenige Wochen später mit Mercury-Atlas 5 einen Schimpansen die Erde zweimal umkreisen und unversehrt landen zu lassen, der erste Orbitalflug eines Amerikaners folgte mit Mercury-Atlas 6 sieben Monate nach Wostok 2. Der nächste orbitale Raumflug der Sowjetunion erfolgte ein Jahr später im August 1962 mit Wostok 3.
Titow war beim Flug von Wostok 2 erst 25 Jahre alt und hielt fast 60 Jahre lang den Rekord als jüngster Mensch im All, ehe er im Juli 2021 von dem niederländischen Weltraumtouristen Oliver Daemen (18 Jahre) abgelöst wurde. Titow ist jedoch immer noch der jüngste Raumfahrer, der eine Umlaufbahn um die Erde erreicht hat.